# Campitello di Fassa
Ne doit pas être confondu avec Campitello.
Campitello di Fassa est une commune d'environ 700 habitants située dans la province autonome de Trente dans la région du Trentin-Haut-Adige dans le nord-est de l'Italie.

## Géographie
Campitello di Fassa se trouve au cœur des Dolomites.
Lieu de villégiature, c'est notamment le point de départ du téléphérique vers Col Rodella.

## Administration
| Période                                  | Période  | Identité         | Étiquette | Qualité |
| ---------------------------------------- | -------- | ---------------- | --------- | ------- |
| 9 mai 2005                               | En cours | Leonardo Bernard |           |         |
| Les données manquantes sont à compléter. |          |                  |           |         |

### Hameaux
Cercenà, Pian

### Communes limitrophes
Les communes limitrophes sont  Canazei, Castelrotto, Mazzin, Santa Cristina Valgardena, Selva di Val Gardena et Tires.